# Llista de Creus de Sant Jordi/1998/Entitats

#### Entitats
Informació actualitzada per un bot. Els canvis manuals es perdran quan s'actualitzi!
| Entitat                                 | Wikidata  | Descripció                   | Imatge |
| --------------------------------------- | --------- | ---------------------------- | ------ |
| IESE Business School                    | Q705316   | escola de negocis            |        |
| North American Catalan Society          | Q1325553  |                              |        |
| Amics dels Jardins                      | Q11905327 |                              |        |
| Col·lecció Clàssics del Cristianisme    | Q11914751 |                              |        |
| Fundació Noguera                        | Q11923279 | Entitat cultural             |        |
| Hospital de la Santa Creu de Vic        | Q11926107 | hospital a Vic               |        |
| Robafaves Llibres SCCL                  | Q11945775 |                              |        |
| Amics dels Museus de Catalunya          | Q16165941 |                              |        |
| Cobla la Principal d'Olot               | Q16188901 |                              |        |
| Federació Catalana de Hockey            | Q20100550 | federació esportiva catalana |        |
| Col·legi Oficial de Metges de Tarragona | Q20101180 |                              |        |